# 사랑의 이름으로 (1996년 드라마)
《사랑의 이름으로》는 1996년 1월 10일부터 1996년 4월 10일까지 SBS 드라마 스페셜이다.
한편, 1996년 1월 18일 방영분에서 폭력성이 구체적으로 묘사되어 방송위원회로부터 ‘경고’ 조치를 받은 바 있다.

## 등장 인물
- 손창민 : 이정우 역
- 오연수 : 강혜원 역
- 임호 : 최건호 역
- 정선경 : 강혜영 역
- 천호진 : 박철규 역
- 박근형 : 강혁주 역
- 반효정 : 남선옥 역
- 박원숙
- 김명수 : 강진섭 역
- 이진아 : 유수아 역
- 이정희 : 현주 역
- 박현숙
- 임주연
- 정나온
- 김민수
- 정욱
- 박웅
- 이효정
- 성동일

## 편성 변경 사항
- 1996년 3월 21일 : 1996년 하계 올림픽 축구 아시아지역 예선 〈한국 VS 중국〉 중계 편성으로 결방할 예정이었으나 중계가 일찍 끝나 정상 방영됨.
- 1996년 4월 10일 : 27회 ~ 28회 연속 방송됨.